# だけど I LOVE YOU
「だけど I LOVE YOU」（だけど アイ・ラブ・ユー）は、2000年2月・3月に、NHKの音楽番組『みんなのうた』で放送された楽曲。作詞：沢田知可子、作曲：オユンナ、編曲：今泉敏郎、歌：オユンナ。